# Möglichkeitstheorie
Die Möglichkeitstheorie ist eine Theorie des deutschen öffentlichen Rechts sowie des Strafrechts.

## Verwaltungsrecht
Die Möglichkeitstheorie bezieht sich im öffentlichen Recht auf die Klagebefugnis des Bürgers direkt nach § 42 Abs. 2 VwGO, beziehungsweise in analoger Anwendung im Rahmen der Zulässigkeit einer Klage. Um eine Rechtsschutzmöglichkeit gegen eine Maßnahme einer Behörde zu haben, muss der Bürger eine geschützte Rechtsposition für sich in Anspruch nehmen können, um Popularklagen auszuschließen. Die Klagebefugnis besteht nach der Möglichkeitstheorie dann, wenn die Möglichkeit der Verletzung in eigenen Rechten (Beschwer) nicht offensichtlich und eindeutig ausgeschlossen ist. Ob die Rechtsverletzung dann auch besteht, ist eine Frage der Begründetheit der Klage.

## Strafrecht
Im Strafrecht wird die Vorsatzform des dolus eventualis über Möglichkeitsaspekte geprüft.